# Norddeutsche Hochschule für Rechtspflege

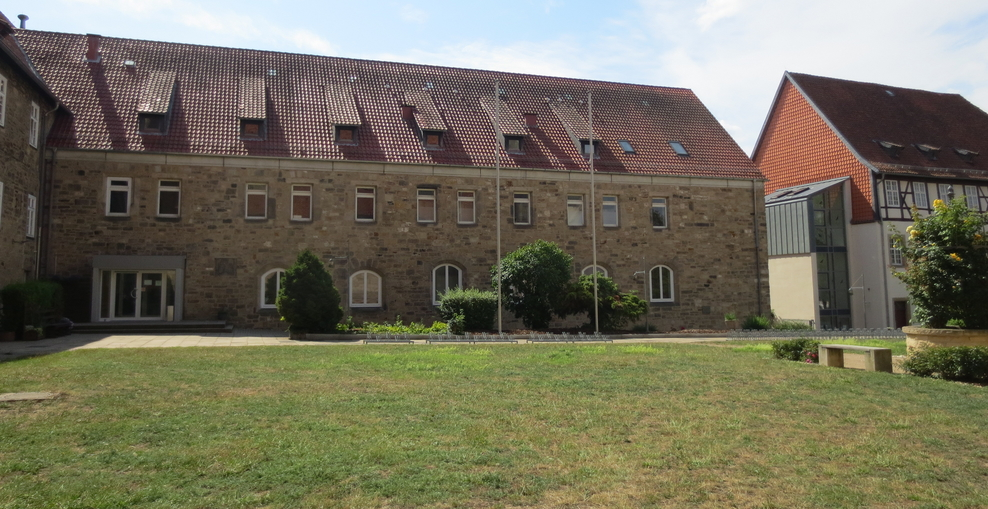
Hauptgebäude der HR Nord

Die Norddeutsche Hochschule für Rechtspflege (HR Nord) ist eine staatliche Fachhochschule des Landes Niedersachsen mit Sitz in Hildesheim. 

## Beschreibung
Die HR Nord bildet Rechtspfleger für die Länder Niedersachsen, Schleswig-Holstein, Hamburg und Bremen aus. Dies sind  Beamte des ehemals gehobenen Justizdienstes, die durch das Rechtspflegergesetz (RPflG) übertragene Aufgaben wahrnehmen. Die Studierenden sind mit dem Beginn des dualen Studiums zugleich Beamte auf Widerruf, da die Studienzeit als Vorbereitungsdienst der Laufbahn gilt.
Die Anwärterinnen und Anwärter werden über die jeweiligen Oberlandesgerichte Oldenburg, Celle, Braunschweig, Bremen und Schleswig bzw. der Justizbehörde Hamburg eingestellt.
Rechtliche Grundlage der Ausbildung sind die geltenden Ausbildungs- und Prüfungsverordnungen (APVO) der jeweiligen Bundesländer.

## Geschichte
Vorgänger war die Niedersächsische Fachhochschule für Verwaltung und Rechtspflege (FHVR), ebenfalls mit Sitz in Hildesheim, die von August 1979 bis zum 30. September 2007 bestand. Deren Fakultät für Rechtspflege wurde zum 30. September 2007 in die Norddeutsche Fachhochschule für Rechtspflege umgewandelt, die seit einer Änderung des Niedersächsischen Hochschulgesetzes im Juni 2010 (§ 2, Abs. 1 Nr. 2e) als Norddeutsche Hochschule für Rechtspflege bezeichnet wird. Sie bleibt weiterhin eine Fachhochschule ohne Promotionsrecht.
Die HR Nord befindet sich in den Räumen des ehemaligen Klosters, das zur benachbarten Basilika Sankt Godehard gehörte.

## Studium

### Aufbau
Das Studium an der HR Nord gliedert sich gem. § 4 der APVO-Justiz-RPflD NDS in vier Studienabschnitte:
1. Grundstudium (12 Monate)
2. Berufspraktische Studienzeit I (6 Monate)
3. Hauptstudium (12 Monate)
4. Berufspraktische Studienzeit II (6 Monate)

Die berufspraktischen Studienzeiten werden an den jeweiligen Amtsgerichten und Staatsanwaltschaften verbracht.
Studienbeginn ist zum 1. Oktober eines jeden Jahres.
Mit dem Abschluss des Studiums erhalten die Beamtinnen und Beamten den akademischen Grad eines „Diplom-Rechtspflegers (FH)“ bzw. einer „Diplom-Rechtspflegerin (FH)“ verliehen. Darüber hinaus endet der Vorbereitungsdienst und die Anwärterinnen und Anwärter werden zu Beamten auf Probe ernannt.

### Studieninhalte

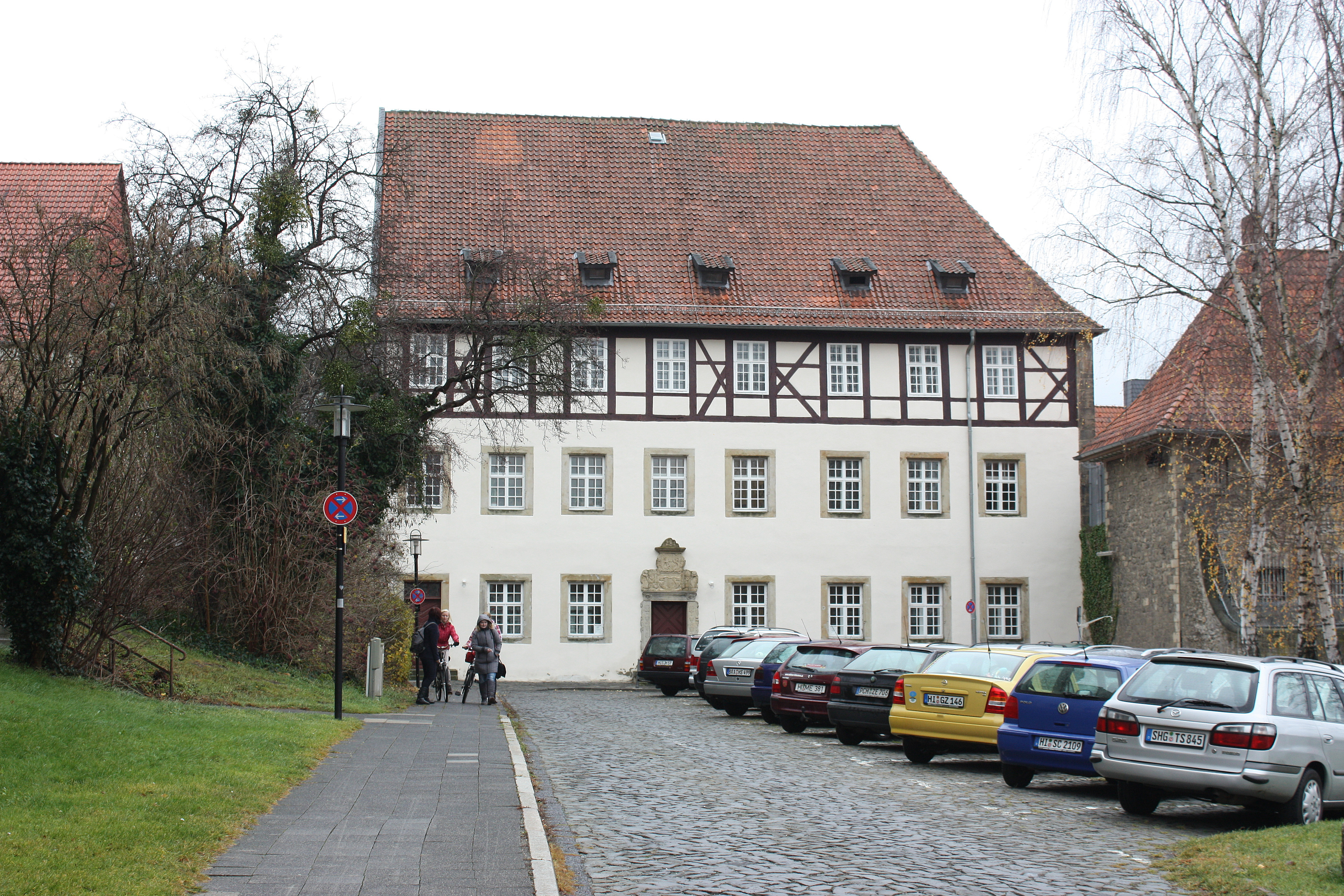
Bibliothek der Norddeutschen Hochschule für Rechtspflege, Godehardsplatz 6

Die Studieninhalte sind in § 6 der APVO-Justiz-RPflD NDS definiert:
- Grundlagen und Methoden juristischer Arbeit
- Sachenrecht
- Erbrecht
- Familienrecht
- Betreuungsrecht
- Handelsrecht
- Gesellschaftsrecht
- Zivilprozessrecht,
- Mobiliar- und Immobiliarvollstreckungsrecht
- Insolvenzrecht
- Verfahren der freiwilligen Gerichtsbarkeit
- Strafrecht
- Strafprozessrecht,
- Strafvollstreckungsrecht
- Europarecht
- Internationales Privatrecht und internationales Zivilverfahrensrecht
- Grundzüge des allgemeinen Verwaltungsrechts, des Rechts des öffentlichen Dienstes und des Besoldungsrechts
- Betriebliches Rechnungswesen und Bilanzkunde
- Soziale Kompetenzen, insbesondere Methoden der adressatengerechten Kommunikation

## Bibliothek
Die HR Nord unterhält eine eigene juristische Bibliothek. Sie gliedert sich in eine Präsenz- und eine Studierendenbibliothek. Sie ist öffentlich zugänglich und verfügt über ca. 14.000 Werke, sowie rund 40 verschiedene juristische Zeitschriften.